# 蓋普提魚
蓋普提魚，又稱蓋狐鯛，為輻鰭魚綱鱸形目隆頭魚亞目隆頭魚科的其中一種，分布於印度洋區，從紅海至聖誕島海域，棲息深度35-70公尺，體長可達18公分，棲息在外海陡坡的碎石區海域，生活習性不明。

## 擴展閱讀
維基物種上的相關：蓋普提魚